# Алмора
Алмора (англ. Almora, гінді अल्मोड़ा) — місто в індійському штаті Уттаракханд, культурний центр регіону Кумаон.

## Географія
Місто розташоване на схилах Гімалаїв за 275 км від Делі.

### Клімат
Місто знаходиться у зоні, котра характеризується вологим субтропічним кліматом. Найтепліший місяць — червень із середньою температурою 31.1 °C (87.9 °F). Найхолодніший місяць — січень, із середньою температурою 13.3 °С (55.9 °F).
| Клімат Алмори           | Клімат Алмори | Клімат Алмори | Клімат Алмори | Клімат Алмори | Клімат Алмори | Клімат Алмори | Клімат Алмори | Клімат Алмори | Клімат Алмори | Клімат Алмори | Клімат Алмори | Клімат Алмори | Клімат Алмори |
| Показник                | Січ.          | Лют.          | Бер.          | Квіт.         | Трав.         | Черв.         | Лип.          | Серп.         | Вер.          | Жовт.         | Лист.         | Груд.         | Рік           |
| Середній максимум, °C   | 20            | 22,8          | 28,7          | 34,9          | 38,1          | 37            | 32,9          | 32,4          | 32,2          | 31,1          | 26,9          | 21,8          | 29,9          |
| Середня температура, °C | 13,3          | 15,9          | 21,1          | 27,1          | 30,6          | 31,1          | 28,7          | 28,4          | 27,5          | 24,5          | 19,4          | 14,7          | 23,5          |
| Середній мінімум, °C    | 6,6           | 8,9           | 13,5          | 19,3          | 23            | 25,2          | 24,7          | 24,5          | 22,9          | 17,9          | 12            | 7,7           | 17,2          |
| Норма опадів, мм        | 26.6          | 26.1          | 21.3          | 15.2          | 31.9          | 140.9         | 318.4         | 330.3         | 172.2         | 34.4          | 4.6           | 10.6          | 1132.4        |
| ----------------------- | ------------- | ------------- | ------------- | ------------- | ------------- | ------------- | ------------- | ------------- | ------------- | ------------- | ------------- | ------------- | ------------- |
| Джерело: Weatherbase    |               |               |               |               |               |               |               |               |               |               |               |               |               |

## Історія
Місто протягом довгого часу було столицею королівства Кумаон. У 1790 році непальці, що щойно захопили місто, збудували тут форт, і саме тут зазнали значної поразки від британців протягом Англо-непальської війни у 1815 році.
Зараз місто є центром торговлі продуктами сільського господарства, дрібної промисловості та освіти. У місті знаходиться відомий храм Нанда-Деві, де проводиться щорічний ярмарок.